# Lèves
Lèves település Franciaországban, Eure-et-Loir megyében. Lakosainak száma 5701 fő (2022. január 1.). Lèves Poisvilliers, Saint-Prest, Champhol, Chartres, Mainvilliers és Bailleau-l’Évêque községekkel határos.

## Népesség
A település népességének változása:
| Lakosok száma | 2441 | 3427 | 3920 | 4405 | 5657 | 5684 | 5801 | 5686 | 5629 | 5701 |
|               | 1968 | 1982 | 1990 | 2006 | 2013 | 2015 | 2017 | 2019 | 2020 | 2022 |